# مانع العتيبي
مانع تركي العتيبي (16 مايو 1981 - 10 يونيو 2006) معتقل سعودي اعتقل في 2001 في باكستان، احتجزته السلطات الأمريكية خارج نطاق القانون في معتقل غوانتانامو الأمريكي في كوبا في بداية عام 2002. وتوفي العتيبي داخل المعتقل في 10 يونيو 2006. ادعت وزارة الدفاع الأمريكية أن سبب وفاته هو وعلي عبد الله أحمد وياسر طلال الزهراني بسبب الانتحار.
شككت في ذلك العديد من وسائل الإعلام والتقارير الصحفية، ففي عام 2009 نشرت كلية القانون في جامعة سيتون هول تقريرًا يشير إلى عدم تناسق تصريحات وزارة الدفاع، وفي يناير عام 2010، نشر سكوت هورتون في  مجلة هاربر مقالاً ذكرت فيه أن المعتقلين الثلاثة ماتوا بسبب التعذيب، واستندت في ذلك على شهادة أربعة من الجنود الذين كانوا يخدمون في معسكر دلتا في ذلك الوقت.

## وصلات خارجية
- مانع العتيبي، معتقل غوانتانامو، تسريبات ويكيليكس
- «الموت أثناء التحقيق في غوانتانامو»، الجزيرة، ديسمبر 2009
- الانتحار في غوانتانامو: معسكر دلتا، مجلة هاربر، 18 يناير 2010
- «ثلاث جثث في» غوانتانامو«: الأسوأ يبدو صحيحًا» نسخة محفوظة 29 يناير 2011 على موقع واي باك مشين.، الأطلسي، 18 يناير 2010
- الانتحار في غوانتانامو، ديلي تلغراف، 18 يناير 2010
- «مجلة أمريكية تدعي مقتل معتقلي غوانتانامو الثلاثة خلال الاستجواب»، الجارديان، 18 يناير 2010
- «القتل في غوانتانامو: تغطية مستمرة»، أندي ورثينجتون، 9 يونيو 2010